# Campbell Glacier Tongue
Campbell Glacier Tongue är en glaciär i Antarktis. Den ligger i Östantarktis. Nya Zeeland gör anspråk på området. Campbell Glacier Tongue ligger 11 meter över havet.
Terrängen runt Campbell Glacier Tongue är kuperad åt nordväst, men söderut är den platt. Havet är nära Campbell Glacier Tongue åt sydost. Trakten är glest befolkad. Närmaste befolkade plats är Enigma Lake Station, 16,4 kilometer sydväst om Campbell Glacier Tongue.